# Смешанная парная сборная Республики Корея по кёрлингу на колясках
Смешанная парная сборная Республики Корея по кёрлингу на колясках — смешанная национальная сборная команда (составленная из одного мужчины и одной женщины), представляет Республику Корея на международных соревнованиях по кёрлингу на колясках. Управляющей организацией выступает Ассоциация кёрлинга Республики Кореи (кор. 한국의 컬링 협회 공화국, англ. Curling Association Republic of Korea).

## Результаты выступлений

### Чемпионаты мира
| Год  | Место | Игры | Победы | Поражения | Состав (женщина, мужчина, тренер)                                        |
| ---- | ----- | ---- | ------ | --------- | ------------------------------------------------------------------------ |
| 2022 | 8     | 8    | 4      | 4         | Yun Heekyeong, Jung Young Ki, тренер: Пак Киль У                         |
| 2023 | 7     | 8    | 5      | 3         | Чо Мин Кён, Чон Тэ Ён, тренер: Kim Jeongmin, нац. тренер: Чо Ян Хён      |
| 2024 | 1     | 9    | 8      | 1         | Чо Мин Кён, Чон Тэ Ён, тренер: Park Mihye, нац. тренер: Hwang Bongkyeong |
| 2025 | 4     | 9    | 7      | 2         | Kim Hyemin, Jeong Junho, тренер: Ahn Jaesung                             |

(данные отсюда:)